# دوري جرينلاند لكرة القدم 1986
دوري جرينلاند لكرة القدم 1986 هو موسم من دوري جرينلاند لكرة القدم. فاز فيه Nuuk Idraetslag ‏.